# هموپکسین
هموپکسین (انگلیسی: Hemopexin) یکی از پروتئینهای خون است که به گروه بتا گلوبولین‌ها و خانواده هموپکسین‌ها تعلق دارد. این پروتئین با وزن مولکولی kDa۷۰ بیش از هر پروتئین دیگری تمایل به پیوند با هم آزاد در پلاسما دارد. این عمل موجب حفظ سایر سلولها از خاصیت اکسیداتیو هم می‌شود. هرمولکول هم به یک مولکول هموپکسین اتصال می‌یابد و هموپکسین هم را به کبد منتقل می‌کند. در کبد هموپکسین متصل به هم توسط گیرنده خاصی جذب سلولهای کبدی می‌شود. این عملکرد هموپکسین موجب نگهداری از ذخایر آهن بدن می‌گردد.
در حالت طبیعی هموپکسین پلاسما دارای هم متصل شده بسیار کمی است، ولی در همولیز داخل عروقی هموپکسین تقریباً به طور کامل به وسیله هم اشباع شده و با نیمه عمرحدودا ۷ ساعت از خون حذف می‌شود. باقی‌مانده هم آزاد به آلبومین متصل می‌شود و تولید مت هم‌البومین (Methemalbumin) می‌نماید که به کبد حمل می‌شود. هموپکسین تولیدشده جدید به عنوان جمع‌کننده حد واسط برای انتقال هم از آلبومین به کبد عمل می‌کند. هموپکسین به پروتوپورفیرین آزاد نیز متصل می‌شود. . سطوح پایین هموپکسین خون بیانگر همولیز داخل عروقی است.